# Elter Dünen
Koordinaten: 52° 13′ 26″ N, 7° 32′ 12″ O
Das Naturschutzgebiet Elter Dünen liegt auf dem Gebiet der Stadt Rheine im Kreis Steinfurt in Nordrhein-Westfalen. Das aus zwei Teilflächen bestehende Gebiet erstreckt sich südöstlich der Kernstadt Rheine und östlich von Mesum, einem Stadtteil von Rheine. Nördlich des Gebietes verläuft die Landesstraße L 578 und östlich die L 593, westlich fließt die Ems. Nördlich, direkt anschließend, erstreckt sich das 13,69 ha große Naturschutzgebiet Flöddert.

## Bedeutung
Für Rheine ist seit 2002 ein 26,66 ha großes Gebiet unter der Kenn-Nummer ST-110 als Naturschutzgebiet ausgewiesen. Das Gebiet wurde unter Schutz gestellt zur Erhaltung und Wiederherstellung der Leistungsfähigkeit des Naturhaushaltes, insbesondere zur Erhaltung und Entwicklung einer Binnendünenlandschaft mit den typischen Landschaftselementen, und wegen der Seltenheit und der naturraumtypischen Eigenart des Gebietes.